# Sphaerium stuhlmanni
Sphaerium stuhlmanni é uma espécie de bivalve da família Pisidiidae.
Pode ser encontrada nos seguintes países: Quénia, Tanzânia e Uganda.
Os seus habitats naturais são: lagos de água doce.